# BS Fabrications
BS Fabrications var en brittisk biltillverkare som hade ett formel 1-stall som tävlade under andra halvan av 1970-talet. De tävlade även i F2 och F3000 men då under namnet BS Automotive. Den tyske föraren Christian Danner vann F3000-mästerskapet för stallet 1985.

## F1-säsonger
| Säsong | Tävlingsnamn                      | Bil                     | Motor                    | Däck | Förare 1        | Förare 2     |
| ------ | --------------------------------- | ----------------------- | ------------------------ | ---- | --------------- | ------------ |
| 1976   | Team Norev Racing/BS Fabrications | Surtees TS19            | Ford Cosworth DFV 3.0 V8 | G    | Henri Pescarolo |              |
| 1977   | Chesterfield Racing               | March 761 McLaren M23   | Ford Cosworth DFV 3.0 V8 | G    | Brett Lunger    |              |
| 1978   | Liggett Group/BS Fabrications     | McLaren M23 McLaren M26 | Ford Cosworth DFV 3.0 V8 | G    |                 | Brett Lunger |
| 1978   | BS Fabrications                   | McLaren M23             | Ford Cosworth DFV 3.0 V8 | G    | Nelson Piquet   |              |